# دژ هوخوسترویتس
دژ هوچوسترویتز (به آلمانی: Burg Hochosterwitz , اسلوونیایی: Grad Ostrovica)قلعه ای در اتریش است که یکی از چشمگیرترین قلعه‌های قرون وسطایی اتریش به حساب می‌آید. این دژ بر روی یک صخره دولومیت ۱۷۲ متر (۵۶۴ فوت) در نزدیکی زانک گورگن آملانگسی، در شرق شهر زنکت فایت آن در گلان در کرنتن قرار دارد و یکی از نقاط دیدنی ایالت و یکی از جاذبه‌های گردشگری مهم است.

## محل
هوچوسترویتز ۶۶۴ متر (۲٬۱۷۸ فوت) بالاتر از سطح دریا در حاشیه دشت تاریخی زولفلد در شمال ماگدالنسبرگ، حدود ۷ کیلومتر (۴٫۳ مایل) شرق سنت ویت قرار دارد. در یک روز صاف از فاصله ۳۰ کیلومتری (۱۹ مایل) قابل مشاهده است.

## نگارخانه

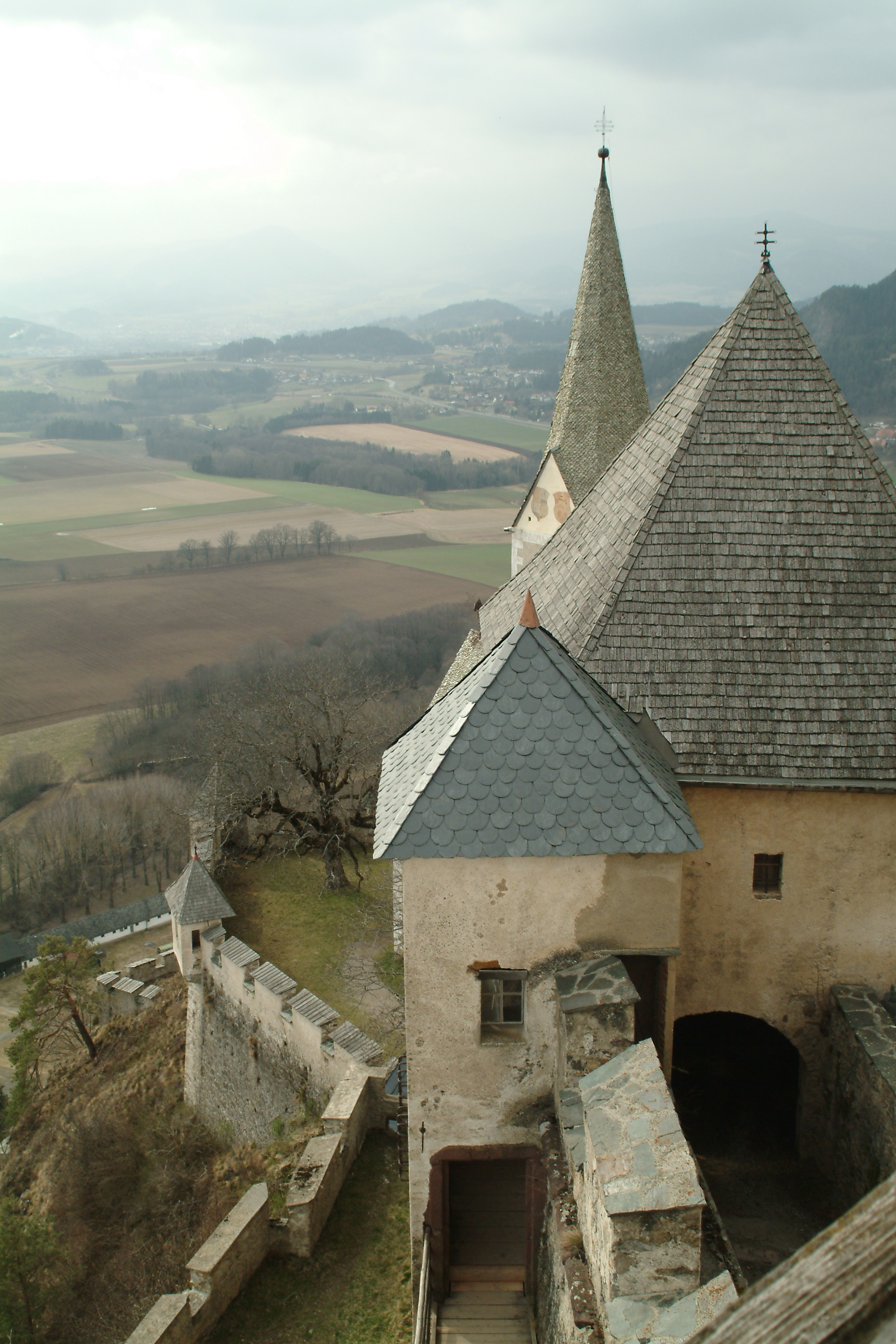
از بالای قلعه به شمال غربی
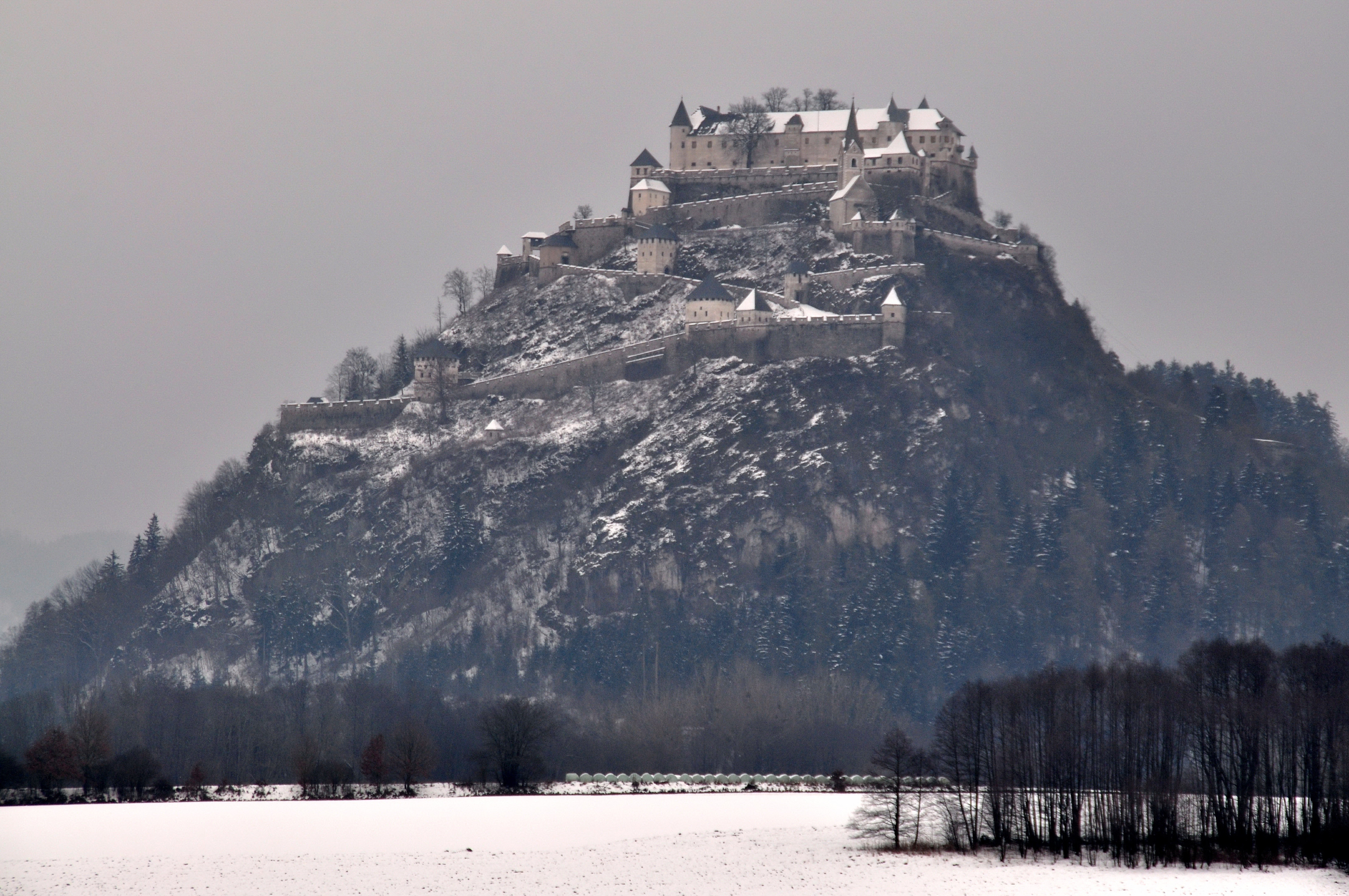
هوچوسترویتز در زمستان
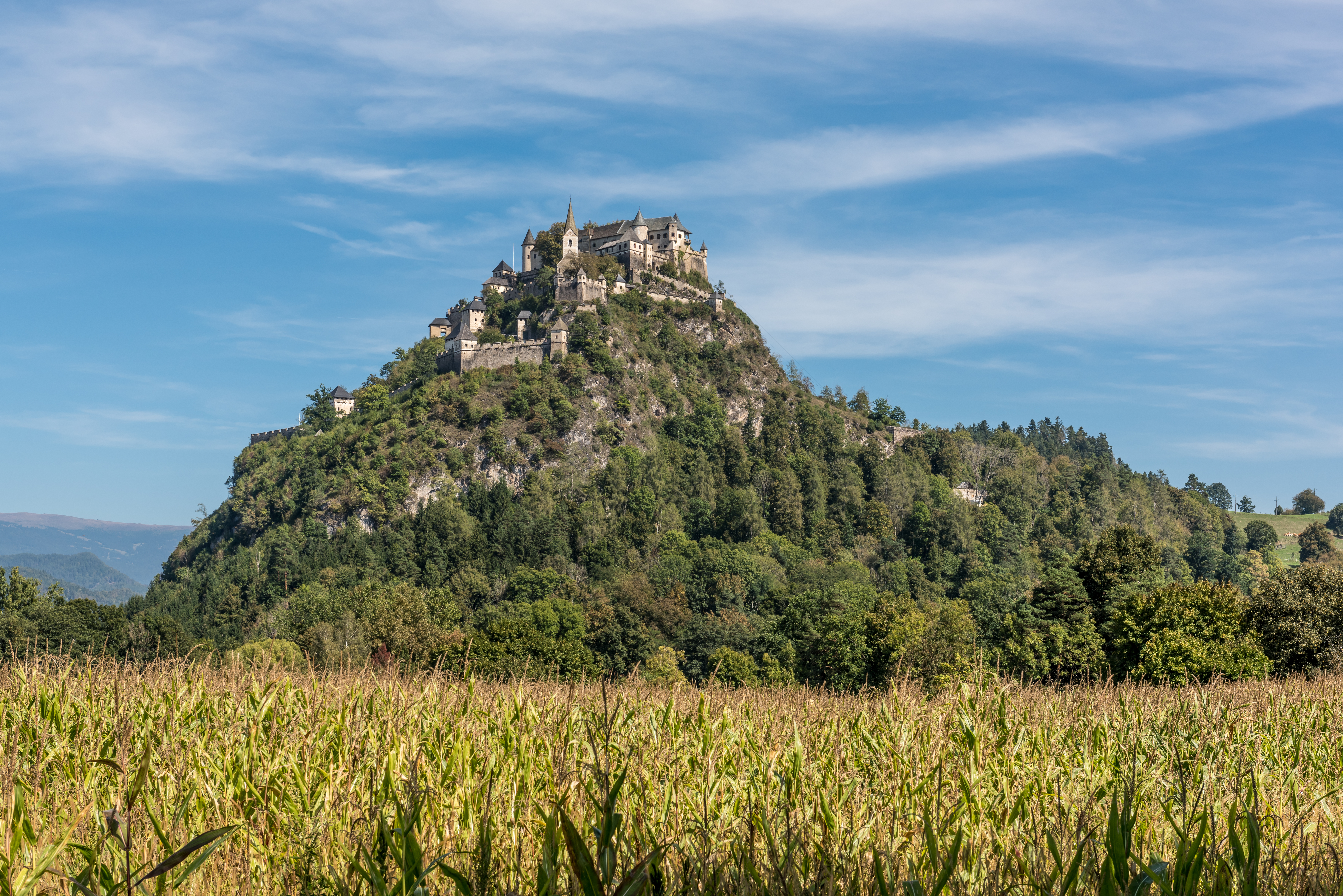
هوچوسترویتز در تابستان
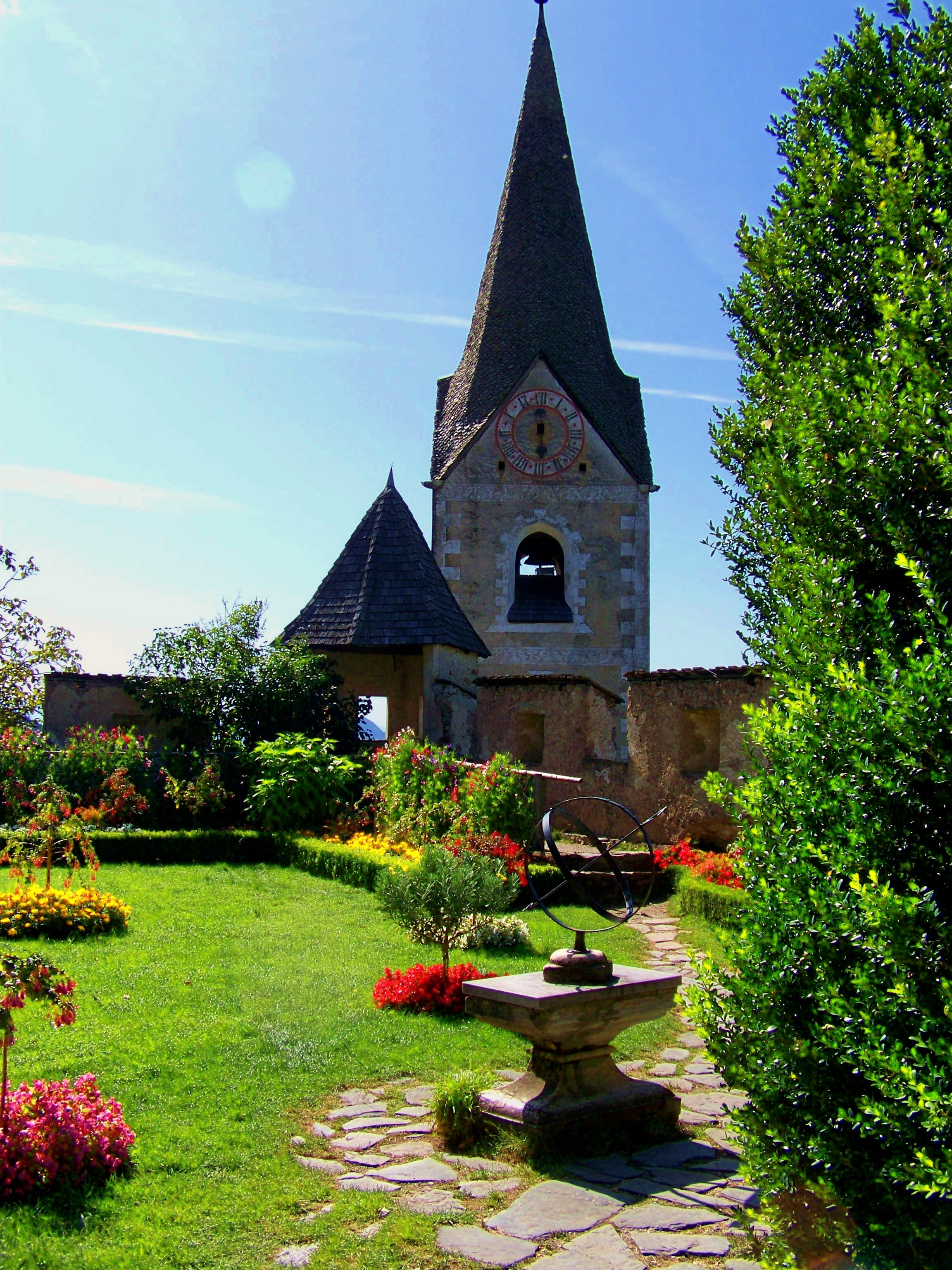
باغ قلعه، با گلدسته کلیسا در پس‌زمینه

## یادداشت
1. ↑  «Hochosterwitz Castle Altitude and Position». بایگانی‌شده از اصلی در ۳۱ دسامبر ۲۰۲۱. دریافت‌شده در ۳۱ دسامبر ۲۰۲۱.